# Albrecht von Stosch

Albrecht von Stosch

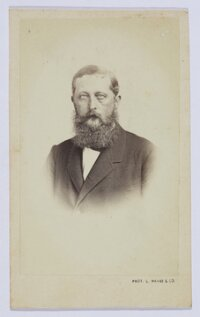
Albrecht von Stosch im Jahr 1868 (Foto im Stadtarchiv Nürnberg)

Albrecht von Stosch (* 20. April 1818 in Koblenz; † 29. Februar 1896 in Mittelheim) war ein preußischer General der Infanterie und Admiral. Von 1872 bis 1883 war er erster Chef der neu gegründeten Kaiserlichen Admiralität.

## Leben

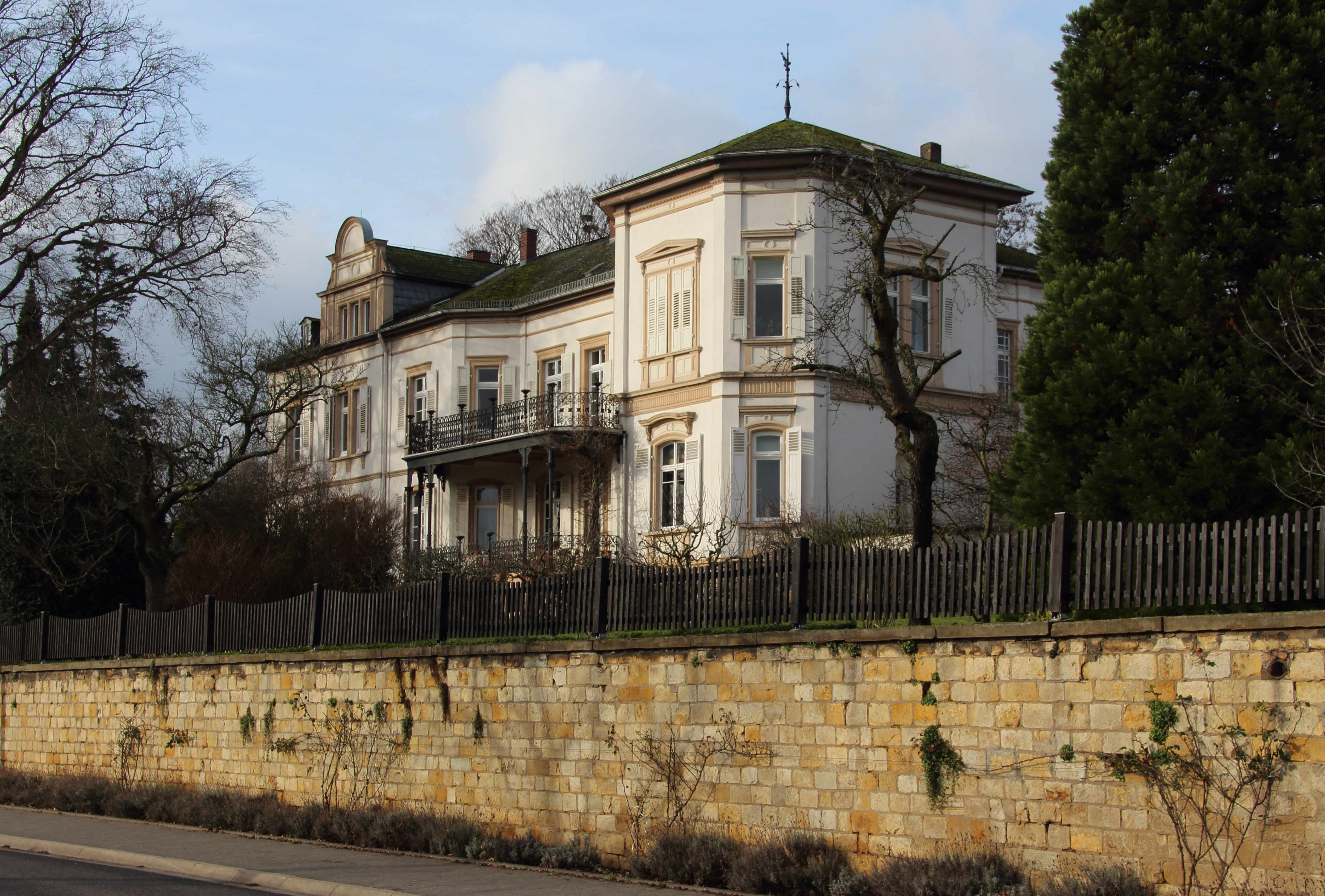
Villa Stosch in Mittelheim

Stosch war Besitzer eines Weinguts in Mittelheim (Rheingau) und von 1872 bis zu seinem Tod Mitglied des Preußischen Herrenhauses. 1888 wurde er Mitglied der Leopoldina.

### Familie
Albrecht entstammte einem Zweige des alten schlesischen Adelsgeschlechts Stosch. Er war der Sohn des späteren preußischen Generalleutnants Ferdinand von Stosch (1784–1857) und dessen Ehefrau Karoline, geschiedene Kräwel, geborene Woltersdorf (1785–1848). Der spätere General Karl von Kraewel (1814–1891) war sein älterer Halbbruder.
Albrecht von Stosch heiratete am 18. Oktober 1845 in Koblenz Rosalie Ulrich (1822–1902). Sie war die Tochter des preußischen Geheimen Medizinalrats August Leopold Ulrich und der Auguste Hoffmann. Aus der Ehe gingen folgende Kinder hervor:
- Albrecht von Stosch (1847–1852)
- Otto von Stosch (1849–1897), preußischer Major
⚭ 28. April 1873 (Scheidung 20. September 1884) Elisabeth Madelung (1853–1908)
⚭ 28. September 1886 Helene Bräuer (1864–1901)
- Max von Stosch (1852–1853)
- Luise von Stosch (1854–1927) ⚭ 6. Mai 1874 in Berlin mit Georg von Hollen (1845–1900), deutscher Vizeadmiral
- Ulrich von Stosch (1858–1928), preußischer Hauptmann ⚭ 1897 Margarethe Steffen (1873–1949), Urenkelin Alexander Mendelssohns

### Militärkarriere
Stosch besuchte ab September 1829 die Kadettenanstalten in Potsdam und Berlin. Am 12. August 1835 wurde er als Sekondeleutnant dem 29. Infanterie-Regiment der Preußischen Armee überwiesen. Von 1839 bis 1842 absolvierte er die Allgemeine Kriegsschule. Von 1844 bis 1847 war er in der topografischen Abteilung des Generalstabs und hatte anschließend weitere Stabsposten inne. 1856 wurde er Major und 1861 Oberst sowie Chef des Stabes des IV. Armee-Korps.
Bei der Mobilmachung anlässlich des Deutschen Krieges wurde er zum Oberquartiermeister der 2. Armee ernannt und kurz darauf am 15. Juni 1866 zum Generalmajor befördert. Stosch nahm an den Schlachten bei Nachod sowie Königgrätz teil und erhielt am 20. September 1866 den Orden Pour le Mérite. Bis 1870 war er Direktor des Militärökonomie-Departements im Kriegsministerium. Am 26. Juli 1870 zum Generalleutnant befördert, nahm Stosch als Generalintendant der Armee während des Krieges gegen Frankreich an den Schlachten bei Gravelotte, Sedan, Loigny und Poupry, Orléans sowie der Belagerung von Paris teil. Seine Leistungen wurden u. a. durch die Verleihung beider Klassen des Eisernen Kreuzes gewürdigt. Nach Ende des Krieges war er ab 10. Juli 1871 Chef des Generalstabes bei der Besatzungsarmee in Frankreich. Für seine Verdienste in diesem Krieg erhielt er eine Dotation in Höhe von 100.000 Talern.
Im Januar 1872 wurde Stosch zum Chef der Kaiserlichen Admiralität mit dem Charakter eines Staatsministers ohne Geschäftsbereich ernannt. 1875 wurde er General der Infanterie und Admiral. Er war ein Freund des „99-Tage-Kaisers“ Friedrich III. und als Altliberaler ein Gegner der Innenpolitik Bismarcks, weshalb er am 20. März 1883 wegen Meinungsverschiedenheiten mit der gesetzlichen Pension zur Disposition gestellt wurde.
Wirken in der Flotte
Stosch verwandte große Energie darauf, wissenschaftliche Institute (die Seewarte, das hydrographische Bureau und die Marineakademie) zu schaffen, die Kaiserliche Marine beträchtlich zu vergrößern, den Bau der Schiffe auf einheimischen Werften zu ermöglichen und die straffe Disziplin der preußischen Landarmee auf die Marine zu übertragen. Das letztere Bestreben stieß allerdings vielfach auf Widerstand seitens der älteren Seeoffiziere. Auch für das Unglück der Großer Kurfürst wurde Stosch verantwortlich gemacht, zumal er den Admiral Batsch eifrig in Schutz nahm. Er erhielt am 20. März 1883 auf sein Gesuch den Abschied.
Eine 1877 bei der A.G. Vulcan in Stettin vom Stapel gelaufene gedeckte Korvette der Kaiserlichen Marine wurde ihm zu Ehren auf den Namen Stosch getauft.

## Zitat
Großadmiral von Tirpitz diente 1871 in der Preußischen Marine auf dem Kanonenboot Blitz als Leutnant. Von Tirpitz erkennt den Wahrheitsgehalt der Äußerungen von Stoschs an und erzählt zum Beweis über eine Begegnung mit diesem hohen Vorgesetzten im Winter 1870 im Wilhelmshavener Bassin: „Stosch war als Persönlichkeit scharf wie gehacktes Eisen.“ Eine Inspektion des Kriegsschiffes habe er mit dem „Anschnauzer“ beendet: „Vom Kommandanten bis zum letzten Schiffsjungen die reine Wassersuppe.“

## Orden und Ehrenzeichen
- Schwarzer Adlerorden mit der Kette am 17. September 1881
- Großkreuz des Roten Adlerordens mit Eichenlaub am 18. Januar 1878
- Kronenorden II. Klasse mit Stern
- Stern der Komture des Königlichen Hausordens von Hohenzollern mit Schwertern am 16. Juni 1871
- Großkreuz des Ordens vom Heiligen Michael am 11. Juni 1868
- Großkreuz des Bayerischen Militärverdienstordens am 16. November 1870
- Großkreuz des Sächsischen Verdienstordens mit Kriegsdekoration am 2. Februar 1871
- Großkreuz des Albrechts-Ordens am 30. April 1867
- Großkreuz des Württembergischen Militärverdienstordens am 17. Januar 1871
- Großkreuz des Ordens vom Zähringer Löwen mit Schwertern am 8. März 1871
- Komtur I. Klasse des Hessischen Ludwigsordens am 26. März 1868
- Großkreuz des Ordens der Wendischen Krone mit der Krone in Gold am 9. Dezember 1871
- Mecklenburgisches Militärverdienstkreuz I. Klasse am 26. Dezember 1870
- Großkreuz des Hausordens vom Weißen Falken
- Ehrengroßkreuz des Oldenburgischen Haus- und Verdienstordens des Herzogs Peter Friedrich Ludwig mit Schwertern am 9. Januar 1871
- Komtur I. Klasse des Herzoglich Sachsen-Ernestinischen Hausordens
- Großkreuz des Hausordens Albrechts des Bären am 5. März 1868
- Schaumburg-Lippische Militärverdienstmedaille
- Großkreuz des Belgischen Leopoldsordens
- Großkreuz des Griechischen Erlöser-Ordens 9. November 1869
- Orden der Aufgehenden Sonne I. Klasse
- Großkreuz des Ritterordens der hl. Mauritius und Lazarus am 22. Mai 1868
- Großkreuz des Ordens der Krone von Italien am 11. Januar 1870
- Großkreuz des Österreichischen Leopoldsordens
- Großkreuz des Franz-Joseph-Ordens am 23. Oktober 1869
- Alexander-Newski-Orden
- Russischer Orden vom Weißen Adler
- Russischer Orden der Heiligen Anna I. Klasse
- Russischer Sankt-Stanislaus-Orden I. Klasse am 17. August 1869
- Großkreuz des Ordens von Oranien-Nassau
- Spanischer Militärverdienstorden IV. Klasse
- Mecidiye-Orden I. Klasse am 21. November 1869